# Lista de episódios de From Dusk Till Dawn: The Series
From Dusk Till Dawn: The Series é uma série de televisão americana de terror e ação desenvolvida por Robert Rodriguez, usando personagens e elementos da história do filme de 1996 de mesmo nome escrito por Quentin Tarantino e Robert Kurtzman, dirigido por Rodriguez. A série estreou na Rede El Rey de Rodriguez em 11 de março de 2014. Fora dos Estados Unidos e da América Latina, a série é comercializada como um original da Netflix.
DJ Cotrona estrela como Seth Gecko, um ladrão de banco endurecido que acaba de ser libertado da prisão por seu irmão mentalmente instável, Richie (Zane Holtz), que recentemente começou a ter visões de uma mulher misteriosa que o incita a matar e o convida a encontrar dela. Enquanto isso, após a morte de sua esposa, o ex-pastor Jacob Fuller (Robert Patrick) está de férias em um trailer para o México com sua filha Kate (Madison Davenport) e filho adotivo Scott (Brandon Soo Hoo) As vidas dos Geckos e Fullers se entrelaçam enquanto os irmãos tentam fugir das autoridades e cruzar a fronteira do Texas com o México, onde serão abrigados pelo chefe do cartel Don Carlos (Wilmer Valderrama). Eles são perseguidos pelo Texas Ranger Freddie Gonzalez (Jesse Garcia), que está decidido a vingar a morte de seu parceiro e mentor Earl McGraw (Don Johnson), que os Geckos mataram em uma situação complicada de reféns. Em 1º de novembro de 2016, 30 episódios de From Dusk Até Dawn foram ao ar, concluindo a terceira temporada.
Abaixo a lista de episódios da série de televisão From Dusk Till Dawn.

## Lista de episódios
| Temporada | Temporada | Episódios | Exibição original     | Exibição original     |
| Temporada | Temporada | Episódios | Estreia da temporada  | Final da temporada    |
| --------- | --------- | --------- | --------------------- | --------------------- |
|           | 1         | 10        | 11 de março de 2014   | 20 de março de 2014   |
|           | 2         | 10        | 25 de agosto de 2015  | 27 de outubro de 2015 |
|           | 3         | 10        | 6 de setembro de 2016 | 1 de novembro de 2016 |

### Temporada 1: 2014
| Total | #  | Título                | Diretor          | Roteirista              | Exibição original   |
| --- | -- | --------------------- | ---------------- | ----------------------- | ------------------- |
| 1 | 1  | "Pilot"               | Robert Rodriguez | Robert Rodriguez        | 11 de março de 2014 |
| Em algum lugar da selva, uma mulher apavorada está sendo perseguida por alguns homens de uma tribo. Ela é capturada e jogada em uma cova de cobras que a picam repetidamente, até que uma píton gigante deslize em sua boca. Em outro lugar, Richie Gecko tira seu irmão Seth da prisão e os dois começam uma onda de crimes. Eles roubam um banco, matando quatro Texas Rangers e dois policiais no processo, e param no Benny's World of Liquor. Os Rangers Earl McGraw e Freddie Gonzalez chegam e um impasse sangrento se inicia. Richie tem visões de demônios e de uma misteriosa mulher, que parece ser a mulher da selva, chamando-o do além, e Seth aprende com o traficante Carlos que os lagartixas devem chegar à fronteira mexicana por conta própria.                                                                          |    |                       |                  |                         |                     |
| 2 | 2  | "Blood Runs Thick"    | Robert Rodriguez | Diego Gutierrez         | 18 de março de 2014 |
| Após a fuga da loja de bebidas, os Geckos discutem os acontecimentos recentes, incluindo a tomada de um caixa como refém do assalto ao banco Abilene. As visões de Richie continuam, fazendo Seth pensar que ele é instável. Embora retirado do caso, o Ranger Gonzalez continua perseguindo os Geckos, pensando que um deles matou membros do cartel de drogas. Enquanto isso, seis meses após um acidente de carro custar a vida de sua esposa, Jacob Fuller leva sua família de férias. Sua filha Kate acredita que seja algo mais. Ela permanece em contato com seu namorado, Kyle, que acaba sendo morto por Carlos, agora visto como um vampiro. Como Kyle, Carlos revela Jacob ser um ministro que se perdeu. |    |                       |                  |                         |                     |
| 3 | 3  | "Mistress"            | Eduardo Sánchez  | Carlos Coto             | 25 de março de 2014 |
| As lagartixas e seus reféns param no Dew Drop Inn. Seth vai buscar comida no Big Kahuna Burger e encontra sua esposa para dizer a ela que os planos mudaram. Mesmo que ela os tenha ajudado no passado, ela deve cruzar a fronteira sozinha. De volta ao quarto do motel, as visões sedutoras de Richie o levam a matar o caixa do banco. Enquanto isso, o RV dos Fullers quebra perto de um bar onde Gonzalez encontra o Professor Tanner, que explica os símbolos mesoamericanos que encontrou. Tanner fala de um "culto de sangue" do qual Carlos faz parte e que Richie está tentando entender. |    |                       |                  |                         |                     |
| 4 | 4  | "Let's Get Ramblin'"  | Robert Rodriguez | Marcel Rodriguez        | 1 de abril de 2014  |
| Os caminhos dos Geckos, Fullers e Gonzalez se fundem no Dew Drop Inn. Seth decide que os Fullers e seu RV são o passeio dos lagartixas na fronteira. A sós com Kate, Richie pode sentir que algo em seu pai a está incomodando. Embora curiosa, ela está inquieta com isso, pois soube que seu pai e sua mãe poderiam ter discutido no carro pouco antes do acidente fatal. Gonzalez, de posse da faca simbólica de Richie, começa a ter visões de um homem morto durante sua primeira apreensão de Ranger com Earl. Depois de um tiroteio com a polícia e Gonzalez, os Geckos e Fullers escapam no trailer. |    |                       |                  |                         |                     |
| 5 | 5  | "Self-Contained"      | Joe Menendez     | Matt Morgan & Ian Sobel | 8 de abril de 2014  |
| O RV chega à fronteira com o México, mas deve esperar sua vez na fila para passar pela patrulha de fronteira. Richie teme os Fullers, pois acredita que Jacob é um demônio. Jacó finalmente explica a seus filhos sobre o acidente de carro que matou sua mãe e o fez perder a fé em Deus. Enquanto isso, Gonzalez escapa da detenção para chegar à fronteira, apenas para ser detido por Carlos, que assumiu a forma de chefe de fronteira e permite que o trailer entre no México. O RV chega ao bar Titty Twister. |    |                       |                  |                         |                     |
| 6 | 6  | "Place of Dead Roads" | Dwight Little    | Alvaro Rodriguez        | 15 de abril de 2014 |
| Gonzalez entra no México e é capturado pelo cartel de Carlos. Carlos o quer torturado e morto, depois de ouvir que ele tem uma visão sobre o culto de sangue. No Titty Twister, Seth acredita que eles cometeram um erro ao ir lá, enquanto Richie acredita que não. Lá fora, um homem chamado Narciso salva Seth de um ataque de gangue de motoqueiros liderado pelo segurança do bar. Gonzalez escapa do cartel e chega ao bar, a tempo de Carlos apresentar o show de Santanico Pandemonium . Richie a reconhece como a mulher em suas visões que o levaram até lá. |    |                       |                  |                         |                     |
| 7 | 7  | "Pandemonium"         | Robert Rodriguez | Diego Gutierrez         | 29 de abril de 2014 |
| Santanico apresenta uma dança sensual para o público antes de subir na mesa dos Geckos e Fullers. Gonzalez usa sua dança como uma distração para prender a mão de Richie na mesa com uma faca. Isso faz com que Santanico e outros se transformem em vampiros serpentinos. Eles atacam quase todos no bar, enquanto Carlos e os membros do culto ao sangue assistem brevemente e depois se movem para uma sala nos fundos. Os Geckos e Fullers sobrevivem ao ataque, mas sabem que haverá mais quando eles encontrarem a barra fechada. O Professor Tanner, conhecido lá como "Máquina de Sexo", os informa sobre a mitologia do bar / templo. Enquanto isso, na sala dos fundos, Carlos e Santanico se livram dos nove membros do culto que os chamam de "escravos". Santanico retorna ao bar para pegar Richie e outro ataque começa.      |    |                       |                  |                         |                     |
| 8 | 8  | "La Conquista"        | Fede Alvarez     | Marcel Rodriguez        | 6 de maio de 2014   |
| Como Santanico vira Richie para sua causa, Freddie confronta Carlos sobre seu destino e o misterioso passado do templo. Seth, os Fullers e a Sex Machine lutam para entrar no templo, onde encontram um aliado inesperado. Scott ajuda Carlos em uma luta com Gonzalez, depois que Carlos vira Scott. Kate testemunha sua mãe tendo uma overdose de pílulas para dormir. |    |                       |                  |                         |                     |
| 9 | 9  | "Boxman"              | Nick Copus       | Matt Morgan & Ian Sobel | 13 de maio de 2014  |
| Richie recém-transformado deve ajudar Seth a passar em um "teste de sobrevivência", no qual eles reencenam o roubo que levou à prisão de Seth. Durante o teste, Seth descobre que Richie matou seu pai, quando eles eram crianças, colocando-o em chamas. Tanner ajuda Kate a atravessar o templo, depois que o grupo é separado um do outro. Tanner leva Kate para uma sala de sacrifício, na esperança de apaziguar a cultura que ele estudou todos esses anos. |    |                       |                  |                         |                     |
| 10 | 10 | "The Take"            | Dwight Little    | Carlos Coto             | 20 de maio de 2014  |
| Gonzalez percebe que Tanner é um fanático cult e salva Kate matando-o. Sozinho com Scott, Jacob não consegue matar seu filho que se transformou, enquanto Scott morde seu pai, esperando que Jacob veja que ser um demônio serve a um propósito melhor. Kate deve matar seu pai antes que ele se transforme. As lagartixas sobrevivem ao teste, mas Richie engole a serpente contendo o sangue de Santanico, tornando-o seu príncipe. Carlos a trai ao ficar do lado de Narciso e dos Nove Lordes. Ele sequestra Richie, querendo que Seth lhe trouxesse os $ 30 milhões em títulos do petróleo. Uma batalha final começa, antes que o sol nasça para limpar o bar / templo de seu culto. Gonzalez pode voltar para sua família, Richie e Santanico vão para os Estados Unidos, Carlos é condenado ao labirinto e Seth e Kate partem juntos. |    |                       |                  |                         |                     |

### Temporada 2: 2015
| Total | #  | Título                                       | Diretor           | Roteirista                          | Exibição original      |
| --- | -- | -------------------------------------------- | ----------------- | ----------------------------------- | ---------------------- |
| 11 | 1  | "Opening Night"                              | Robert Rodriguez  | Álvaro Rodríguez                    | 25 de agosto de 2015   |
| Três meses após os eventos do final da primeira temporada, Santanico planeja sua vingança contra os Nove Lordes junto com Richie, que usa os corpos de dois homens locais para fingir a morte dele e de Seth. De volta ao México, Seth e Kate se escondem em um quarto de hotel; enquanto Kate tenta encontrar uma maneira de salvar Scott, Seth tenta deixar Richie e ao mesmo tempo lidar com o vício em heroína. Em um mercado de pulgas local, Kate desenvolve uma amizade com um adolescente chamado Rafa e Seth convence uma mulher chamada Sonja a fazer novas identidades para ele e Kate. Enquanto isso, Lord Malvado, o chefe dos Nove Lordes chega ao Titty Twister e confronta Narciso, irritado com a fuga de Santanico. Ele ressuscita um antigo guerreiro e agora um caçador de recompensas chamado Regulador e o instrui a ir atrás dela e das lagartixas. |    |                                              |                   |                                     |                        |
| 12 | 2  | "In a Dark Time"                             | Eduardo Sánchez   | Álvaro Rodríguez & Carlos Coto      | 1 de setembro de 2015  |
| No Titty Twister, Carlos é confrontado por Malvado sobre o título roubado que os lagartixas roubaram. Gonzalez faz um anúncio em meios de comunicação sobre a aparente morte dos lagartixas. O Professor Tanner, agora um culebra, é convocado por Narciso para ajudar Malvado a decifrar os laços antigos; ele lhes fala de uma leitura chamada códice de Savini. Gonzalez vai para a casa de Tanner procurando por mais de suas leituras. Narciso convence Scott a matar Carlos, mas ele não consegue prosseguir. Seth e Kate descobrem sobre a proeza de Richie e, enquanto eles estão fazendo um assalto no mercado de pulgas, o Regulador os vê. Com a ajuda de Rafa, eles conseguem escapar. Depois de se confrontarem sobre o roubo e tentarem seguir caminhos diferentes, Seth retorna quando percebe que Kate precisa do dinheiro que eles roubaram mais do que ele. |    |                                              |                   |                                     |                        |
| 13 | 3  | "Attack of the 50 Ft. Sex Machine"           | Alejandro Brugues | Marcel Rodriguez                    | 8 de setembro de 2015  |
| Um grupo de imigrantes, incluindo uma jovem chamada Paloma, é visto fugindo em uma floresta. Sonja confronta Seth sobre o roubo e ele concorda em lhe dar uma parte do dinheiro. Os dois vão para Houston, Texas, depois que Carlos rastreia Seth. Richie vai até uma loja de consertos de TV de um parente chamado Tio Eddie, a quem ele convence a deixá-lo entrar em seus contatos, incluindo um cafetão chamado Nathan Blanchard. Santanico e Richie chegam a um clube exótico de Blanchard e oferecem a ele Paloma e as outras jovens. Tanner vai até a casa de Gonzalez em busca do códice de Savini. Ele mata Tony, um oficial local de guarda do lado de fora e toma sua forma para entrar na casa. Quando Gonzalez retorna, eles se envolvem em uma luta. Margaret dá o códice a Tanner. Na manhã seguinte, Gonzalez acorda e descobre que sua esposa e filha foram embora. |    |                                              |                   |                                     |                        |
| 14 | 4  | "The Best Little Horror House in Texas"      | Joe Menendez      | Matt Morgan & Ian Sobel             | 15 de setembro de 2015 |
| No Titty Twister, Carlos informa a Malvado que Santanico está vindo atrás dele. Richie e Santanico voltam ao clube de Blanchard e notam a chegada de Carlos. Ele leva Paloma para um quarto de hotel e tenta transformá-la, mas Santanico o impede. Kate volta para a casa dos Fuller para encontrar um Scott carente que foge para uma festa, o que a leva a ligar para Gonzalez para obter ajuda. Incapaz de controlar seus instintos culebrais, Scott morde e mata uma adolescente local. Kate sente que não conseguiu salvar Scott, mas não desiste dele e decide ajudá-lo a enterrar o corpo. Scott tenta transformar Kate, mas Gonzalez chega antes que ele possa fazer isso. Seth e Sonja chegam à loja do tio Eddie e Seth também convence Eddie a deixá-lo entrar em suas conexões. Seth e Sonja estabelecem um relacionamento. |    |                                              |                   |                                     |                        |
| 15 | 5  | "Bondage"                                    | Joe Menendez      | Luisa Leschin                       | 22 de setembro de 2015 |
| Seth acaba em um tiroteio com alguns dos homens de Blanchard. Ele encontra o caminhão onde Paloma e as outras mulheres estão sendo mantidas, mas o xerife local chega e o sequestra. Gonzalez questiona Scott sobre o códice de Savini e os planos de Malvado. Quando Scott consegue escapar, Kate se sente traída e une forças com Gonzalez. Seth encontra o esconderijo de Malvado: um novo bar chamado Jacknife Jed's. Santanico investiga Blanchard e Richie é amarrado. |    |                                              |                   |                                     |                        |
| 16 | 6  | "Bizarre Tales"                              | Carlos Coto       | Carlos Coto                         | 29 de setembro de 2015 |
| Gonzalez encontra incontáveis marcas antigas nos corpos falecidos de jovens; ele usa seu sangue em um corpo falecido e tem uma visão de uma pilha de corpos atrás de um Senhor não identificado. Ele e Kate descobrem arquivos de casos escondidos por Earl McGraw na delegacia em relação à sua pesquisa, que os leva a uma mansão escondida na floresta pertencente a Celestino Oculto, outro Senhor que tem muito a revelar. Malvado e o Regulador chegam à mansão de Oculto; Malvado mata Oculto e leva consigo uma misteriosa chave antiga. As lagartixas, Santanico e Sonja planejam seu próximo movimento em direção ao Malvado; Santanico vê que Sonja está escondendo algo. Carlos é levado de volta ao Titty Twister pelo Regulador; ele propõe parceria a Narciso, mas acaba decapitando-o. Com a ajuda de Scott, Carlos sai e explode o Twister. |    |                                              |                   |                                     |                        |
| 17 | 7  | "Bring Me the Head of Santanico Pandemonium" | Dwight Little     | Diego Gutierrez                     | 6 de outubro de 2015   |
| Santanico sugere a Richie que ele roube os planos do tio Eddie; ele finalmente concorda em fazê-lo, mas Eddie os descobre e enquanto procura seus planos, ele percebe que Seth os havia pegado antes. O Regulador aparece de repente no esconderijo de Santanico e Richie e atira nela. Eddie tenta sufocar o Regulador, levando Seth a atirar nele com sua própria arma. O Regulador lança Eddie a um poste e se transforma em pedra. Para honrar os desejos finais de Eddie, os irmãos Gecko concordam em trabalhar juntos. Richie e Santanico revelam sua forma de culebra para Sonja. No Jacknife Jed's, Seth e um Richie disfarçado enganam Malvado para fazer um acordo em troca de Santanico. Gonzalez e Kate são emboscados na mansão de Oculto por Carlos e Scott, que estão atrás do vínculo que Gonzalez tomou. Embora eles escapem, Kate muda de ideia e dá a Scott o vínculo, |    |                                              |                   |                                     |                        |
| 18 | 8  | "The Last Temptation of Richard Gecko"       | Eduardo Sánchez   | Álvaro Rodríguez & Marcel Rodriguez | 13 de outubro de 2015  |
| Em algum lugar do deserto, Carlos, Tanner, Scott e Kate finalmente resolvem o antigo códice e completam um ritual. Gonzalez rastreia os Geckos e faz um acordo com eles. Gonzalez, os Geckos, Santanico e Sonja entram sorrateiramente na fábrica de Produtos de Carne Greely. Carlos, Scott e Kate chegam na casa de Jed; Carlos faz um trato com Malvado, trocando Kate pela chave antiga. Sonja é revelado por ter feito um acordo com Malvado; quando Seth descobre que ele atira nela. Richie acaba no escritório de Malvado depois que ele entra na cabeça fingindo ser Santanico. Carlos e Scott descobrem que Gonzalez pegou a chave antiga, mas quando ele foge da fábrica, eles a pegam de volta. Enquanto Santanico tenta encontrar Richie, ela tem uma visão dele aceitando a proposta de Malvado de tomar seu lugar como chefe dos Nove Lordes. |    |                                              |                   |                                     |                        |
| 19 | 9  | "There Will Be Blood"                        | Joe Menendez      | Matt Morgan & Ian Sobel             | 20 de outubro de 2015  |
| Em 1912, um grupo de mineiros é visto cavando sob um poço, mas quando Prospector, um dos mineiros, decide ir mais fundo, ele libera uma poça de sangue oculta. Ele sai possuído e mata o resto dos mineiros. Nos dias atuais, Malvado traz à tona uma cativa Kate que ele usa para descobrir o paradeiro de Carlos, e envia ela e Richie atrás dele para recuperar a chave antiga. Paloma, que foi transformado por Malvado, diz a Santanico que ele está partindo para El Rey e um indivíduo misterioso está indo para Jacknife Jed's. Carlos encontra o poço de sangue e usa a chave antiga para destrancar a poça de sangue. Richie e Kate chegam ao poço e, depois que ela tenta alcançar Scott, Carlos atira nela. Santanico e Malvado finalmente se confrontam e ele a envenena com seu veneno fazendo-a cair em um estado de inconsciência. Malvado tenta partir para El Rey com Santanico, mas ela se envolve em uma luta e o mata com a ajuda de Seth. Carlos tenta enterrar Gonzalez vivo.                                                           |    |                                              |                   |                                     |                        |
| 20 | 10 | "Santa Sangre"                               | Robert Rodriguez  | Diego Gutierrez                     | 27 de outubro de 2015  |
| Gonzalez é libertado por uma mulher que menciona um Lorde que quer que ele pare Carlos antes que ele alcance seu objetivo. Richie tenta convencer Scott a salvar Kate transformando-a, mas ela recusa. Richie retorna à casa de Jed e explica a verdade por trás de suas ações para Santanico e Seth. Carlos manipula um arrependido Scott para bombear o sangue também. Quando eles voltam para Jed's com o Santa Sangre, Santanico e Carlos entram em uma briga, enquanto Scott bate o caminhão na frente de Jed's liberando o sangue e iniciando um frenesi de alimentação dos funcionários da culebra para o resto dos convidados. As lagartixas acabaram com isso, matando quase todos os culébras. Junto com Santanico, Gonzalez e Scott, eles conseguem parar Carlos, que revela que pode se curar rapidamente devido ao bater no labirinto; eles decidem mutilá-lo e se desfazer de partes de seu corpo separadamente. Os Geckos decidem comandar Jed's enquanto os novos Lordes e Santanico partem. O sangue restante do poço entra no corpo de Kate. |    |                                              |                   |                                     |                        |

### Temporada 3: 2016
| Total | #  | Título                 | Diretor           | Roteirista              | Exibição original      |
| --- | -- | ---------------------- | ----------------- | ----------------------- | ---------------------- |
| 21 | 1  | "Head Games"           | Dwight Little     | Carlos Coto             | 6 de setembro de 2016  |
| Seis meses antes, após a destruição do Titty Twister, dois demônios se erguem do solo de um Twister em ruínas. Então os irmãos Gecko são convocados para uma reunião pelos sete Lordes restantes, onde são informados por Lord Venganza Verdugo de que agora são colecionadores. Seis meses depois, os irmãos tentam pegar uma tribuna de um dono de bar chamado Alonzo, enquanto são observados por um homem misterioso. Os irmãos voltam para a casa de Jacknife Jed, então Gonzalez é informado pela assistente de Verdugo, Ximena, que ele deve voltar para a casa de Jed; o Senhor e Ximena, os irmãos, Gonzalez e Alonzo se reúnem para o que parecia ser um encontro inofensivo, mas Alonzo tenta matar Verdugo sem sucesso; é revelado que ele estava sendo controlado mentalmente por um guerreiro demônio chamado Guardião do Crânio; o demônio eventualmente controla a mente da maioria dos funcionários de Jed; surgem suspeitas para os irmãos quando eles suspeitam que o demônio está controlando os empregados de Jed depois de ver o dinheiro escondido ser roubado, então uma perseguição começa quando os irmãos seguem um dos empregados controlados até o covil do demônio em uma floresta isolada, então eles confrontam o demônio que tenta controlar Richie, mas é salvo por Seth. Os Lords e Gonzalez discutem que muitos demônios (incluindo Skull Keeper e um homem chamado Brasa) que escaparam de debaixo do Twister são prisioneiros do submundo; 6 Lordes são mortos em uma armadilha pelos dois demônios e os capangas controlados dos Lordes deixando Verdugo vivo. Kate é revelada como viva e se junta a Brasa no covil do Skull Keeper, então ele dá a Kate um misterioso colar de amuleto. |    |                        |                   |                         |                        |
| 22 | 2  | "La Reina"             | Robert Rodriguez  | Diego Gutierrez         | 6 de setembro de 2016  |
| Há cinco meses Kate sai de uma instituição psiquiátrica. Enquanto lá, ela se identifica como uma entidade chamada 'Amaru'. Em Waco, no Texas, Gonzalez e Ximena investigam um rastro de ataques de culebra que os levam a um confronto com Brasa. Os irmãos Gecko procuram Santanico na esperança de persuadir os culebras a se juntar a eles na luta contra os demônios; revela-se que ela dirige um ringue de luta subterrâneo em Piedras Negras; ela está implícita em um relacionamento com uma mulher chamada Manola e inicialmente rejeita a oferta dos irmãos, então Seth é forçado a uma partida, Amaru e outro demônio chamado Olmeca chegam e se metem em uma briga com os irmãos e Santanico; Manola é morta por Amaru e Olmeca é morta por Santanico; Santanico finalmente concorda em partir com os irmãos novamente. Amaru encontra um anúncio de show de Scott e ordena que Brasa o encontre. |    |                        |                   |                         |                        |
| 23 | 3  | "Protect and Serve"    | Alejandro Brugués | Ian Sobel & Matt Morgan | 13 de setembro de 2016 |
| Uma jovem culebra é vista caminhando por um beco onde ela encontra um homem manto de inspiração ocidental que a ataca e se revela ser outro demônio, uma criatura escorpião. Gonzalez é revelado vivendo em um hotel e insinuado que está em uma batalha pela custódia de sua esposa, Margaret, no entanto, ao chegar ao seu quarto, um jovem espera por ele em seu quarto, onde ele ambiguamente o avisa sobre uma figura. Santanico é revelado por ter abandonado os irmãos Gecko, enquanto os irmãos se reúnem sobre quem eles podem se alistar na batalha atual, Richie faz um comentário sobre um antigo caçador que acredita-se estar vivo que eles podem tentar encontrar e recrutar. Tanner / Sex Machine está de volta como professor em Longhorn, Texas, que ensina arqueologia em uma universidade; Gonzalez finalmente o encontra em sua casa, que converte seus alunos em culebras; ele finalmente convence Tanner a ajudá-lo a caçar a figura misteriosa que Tanner revela ser outro demônio; o demônio chega à casa de Tanner e escraviza Tanner e seus alunos enquanto Gonzalez se encontra em Houston, Texas, onde encontra o demônio em um rancho; Gonzalez eventualmente chama os irmãos Gecko em relação à criatura e à localização atual; os irmãos e Burt finalmente chegam e ajudam Gonzalez e Tanner a destruir a criatura. Os irmãos finalmente encontram o antigo caçador em uma loja de maconha, um homem chamado Burt. Amaru e as origens dos demônios também são reveladas. Em algum lugar no deserto, Amaru / Kate é mostrado se aproximando de uma caverna onde um portal misterioso se abre, incluindo aqueles sequestrados do rancho que adoram Amaru.                                          |    |                        |                   |                         |                        |
| 24 | 4  | "Fanglorious"          | Eagle Egilsson    | Marcel Rodriguez        | 20 de setembro de 2016 |
| Scott é visto se apresentando com sua própria banda de rock chamada 'Fanglorious' em um show. Enquanto isso, Richie caça um homem em um bar, em seguida, ele se envolve em uma conversa com uma médica chamada, Dra. Dakota Block. Scott se reúne com Kate em um beco que o avisa sobre Amaru antes de se transformar de volta na entidade e quase o assimila até que Gonzalez chega, que o salva. Gonzalez informa aos irmãos Gecko em sua nova base sobre o confronto dele e de Scott com Amaru, que eles acreditam que a natureza humana de Kate ainda está lá; Amaru também é visto atacando um ser humano em uma igreja isolada e informa Brasa para enviar outro grupo de demônios - um caçador de pele de onça chamado Zolo e dois de seus soldados. Os irmãos e Gonzalez são emboscados pelos três demônios em sua base. Scott se encontra com sua banda em um ferro-velho antes que todas as partes se encontrem levando a confrontos; Amaru quase consegue assimilar Scott e Seth antes de Scott apunhalar Amaru com uma de suas espadas enquanto eles escapam. Richie é mostrado no mesmo bar e sai com o Dr. Block antes que a mulher se revele filha de Earl McGraw. |    |                        |                   |                         |                        |
| 25 | 5  | "Shady Glen"           | Eduardo Sanchez   | Sarah Wise              | 27 de setembro de 2016 |
| Quando Brasa libera um enxame de gafanhotos canibais, um bairro chamado "Shady Glen" é atacado por insetos misteriosos, incluindo civis possuidores, enquanto os irmãos Gecko também enfrentam outra ameaça na forma da filha de Earl McGraw, Dakota, que busca sua própria vingança por a morte de seu pai. A equipe consegue rastrear a origem dos ataques até o esgoto local; Dakota se junta ao grupo e Seth é possuído pelos insetos. Mais tarde, Tanner, Burt e Scott conseguem rastrear a origem no esgoto na forma de uma criatura rainha enquanto os três destroem a criatura e devolvem a cidade ao normal. Amaru e Brasa conseguem manter uma mãe e seu filho reféns como isca quando Richie, Gonzalez e Ximena os rastreiam levando a outro confronto de ambos os grupos, então Richie sendo paralisado por Amaru então levado por ela e Brasa. |    |                        |                   |                         |                        |
| 26 | 6  | "Straitjacket"         | Rebecca Rodriguez | Fernanda Coppel         | 4 de outubro de 2016   |
| Há cinco meses, Kate / Amaru é mostrada na instituição psiquiátrica, onde é mostrada matando o pessoal por assimilação. Em Xibalba, Richie é mostrado sendo arrastado por um grupo de homens para uma porta de portal, em seguida, ele é mostrado acordando na mesma instituição psiquiátrica onde Kate estava detida há cinco meses; ele informa Seth e o grupo sobre sua localização apenas para ser revelado como uma armadilha onde eles são trancados em diferentes locais da instituição, incluindo a morte de um prisioneiro esquecido; Gonzalez e Ximena são revelados em um relacionamento; Amaru convence Richie a sacrificar Ximena para cumprir seu plano, porém ele a convence de que seria melhor levar Seth ao invés; outro confronto começa após Gonzalez tentar salvar Seth, porém ele também está possuído e mata Ximena. |    |                        |                   |                         |                        |
| 27 | 7  | "La Llorona"           | Diego Gutierrez   | Diego Gutierrez         | 11 de outubro de 2016  |
| Em uma mansão, Tanner é visto como parte de um ritual Xibalban onde um culebra masculino é sacrificado. Os irmãos Gecko e o resto do grupo (com informações de Tanner) chegam na mesma mansão com a esperança de capturar o líder do culto Xibalban, porém seus planos mudam quando Amaru chega, pois acabam levando-a de volta para a loja de Burt e prendendo-a. uma célula. Gonzalez se sente cheio de culpa pelo que aconteceu com Ximena. O grupo realiza um exorcismo em Amaru enquanto, ao mesmo tempo, são vítimas das seduções de outro demônio - uma coletora de almas chamada Itzpa. Por meio de visões, o grupo é alertado quando Itzpa tem como alvo a esposa de Gonzalez, Margaret e sua filha, que são levados por Amaru e o refém do culto Xibalban e Itzpa é morto por Burt. |    |                        |                   |                         |                        |
| 28 | 8  | "Rio Sangre"           | Eagle Egilsson    | Carlos Coto             | 18 de outubro de 2016  |
| Santanico retorna com um segredo e um potencial novo aliado na forma de Carlos Madrigal, que foi curado por ela após ser mutilado, o que levou os irmãos Gecko e o grupo a buscar a ajuda de Lord Venganza, que estava escondido em uma prisão de culebra. Eventualmente, todas as partes enfrentam outra ameaça na forma do General Tatuaje - um general dos exércitos Xibalban enquanto Gonzalez é traído por um outro ranger que tenta mantê-lo refém para Amaru, em uma tentativa desesperada de salvar sua família, ele pega e usa Venganza como isca. |    |                        |                   |                         |                        |
| 29 | 9  | "Matanzas"             | Joe Menendez      | Marcel Rodriguez        | 25 de outubro de 2016  |
| Os irmãos Gecko e o resto do grupo seguem Amaru até uma misteriosa cidade fantasma do oeste em Matanzas, Texas, mas logo se envolvem em uma batalha com um exército de mortos-vivos de bandidos. Enquanto isso, Venganza e Amaru se confrontam, mas Venganza decide se matar para evitar que Amaru a mate. Seth mata Brasa usando explosivos. Amaru mata Burt e é totalmente bem-sucedido em sua cerimônia enquanto ela recupera seu corpo. |    |                        |                   |                         |                        |
| 30 | 10 | "Dark Side of the Sun" | Joe Menendez      | Ian Sobel & Matt Morgan | 1 de novembro de 2016  |
| Com Amaru renovado na carne, os irmãos Gecko e o restante da equipe lutam contra um eclipse pendente para derrotá-la e fechar os portões para Xibalba. Richie é mantido em cativeiro por Amaru; Kate recupera a consciência após uma breve queda em coma; Carlos revela que falhou no antigo labirinto de Titty Twister e fez um acordo com Xibalba pelo poder; e Santanico decide enfrentar e lutar contra Amaru. Enquanto isso, Gonzalez leva sua família ao hospital local para tratamento médico, apenas para eles encontrarem uma Dakota possuída e uma equipe; e o grupo, com a ajuda de Kate, acaba com Amaru e sela o portão de Xibalba. Os irmãos Gecko e Kate são mostrados roubando um banco e um Ranger sai de um portão de Xibalba em ruínas para dar o amuleto de Amaru ao Ranger Gary Willet. |    |                        |                   |                         |                        |

## Especial
Em 26 de fevereiro de 2014, um especial intitulado On Set: Making of From Dusk Till Dawn: The Series foi ao ar no canal El Rey. Ele apresentou os bastidores com entrevistas com o elenco, equipe e escritores da série.

## DVD e Blu-ray
| Temporada | Temporada | Episódios | Data de Lançamento DVD e Blu-ray | Data de Lançamento DVD e Blu-ray | Data de Lançamento DVD e Blu-ray |
| Temporada | Temporada | Episódios | Região 1/A                       | Região 2/B                       | Região 4/B                       |
| --------- | --------- | --------- | -------------------------------- | -------------------------------- | -------------------------------- |
|           | 1         | 10        | 16 de setembro de 2014           | 22 de setembro de 2014           | 24 de setembro de 2014           |
|           | 2         | 10        | 2 de fevereiro de 2016           | TBA                              | TBA                              |
|           | 3         | 10        | 7 de fevereiro de 2017           | TBA                              | TBA                              |